# Toni Lato
Antonio Latorre Grueso ou simplesmente Toni Lato (La Pobla de Vallbona, 21 de novembro de 1997) é um futebolista profissional espanhol que atua como defensor.

## Carreira

### Valencia Mestalla

#### 2014
Nascido em La Pobla de Vallbona, Toni começou sua carreira na base Valencia. Estreou pelo Time B em 29 de março de 2014, entrando no 2° tempo no empate de 0 a 0 com o Elche.
Em 25 de junho, Toni assinou um novo contrato de 5 anos com Valencia, além de ser promovido ao time B definitivamente.

### Valencia

#### 2015
Em 6 de janeiro, foi incluído pela 1 vez no time principal, na vitória por 4 a 0 sobre o Granada, válido pela Copa del Rey, mas não jogou.

#### 2016
Estreou pelo time principal em 25 de fevereiro de 2016, sunstituindo seu parceiro de time B, Gayà, no intervalo da vitória por 4 a 0 sobre o Rapid Wien válido pela Liga Europa.

#### 2017
Sua estréia na La Liga foi em 9 de janeiro de 2017, substituindo Guilherme Siqueira no empate de 3 a 3 com o Osasuna.

#### 2019
Marcou seu 1° gol profissional na vitória por 2 a 0 sobre o Villarreal em 18 de abril, tendo feito 1° gol do Valencia na partida, pela Liga Europa, ajudando o Che a se classificar para semifinal.
No dia 25 de maio, se sagrou campeão da Copa do Rey de 2018-19, ao bater o Barcelona na final por 2 a 1. Com esse título, o Valencia quebrou um jejum de 11 anos sem nenhum título. Devido a esse ser o 1° título na carreira se conquistado, Lato apostou com um amigo seu que caso fosse campeão da Copa do Rey, o amigo teria que fazer uma tatuagem de Lato segurando a taça em no próprio antebraço, tendo que cumprir a promessa após o título conquistado.
Em 5 de julho renovou seu contrato até o ano de 2022, com uma cláusula de rescisão de 80 milhoes de euros.

### PSV Eindhoven

#### 2019
Imediatamente após ter entendido seu vínculo com o Valencia, Lato foi emprestado ao PSV Eindhoven por 1 ano. Deixou o clube em dezembro após somente ter jogado 1 minuto da vitória por 3 a 0 sobre o Apollon Limassol, além de ser criticado publicamente pelo então técnico do clube, Mark van Bommel.

### Osasuna

#### 2019
No mesmo mês que deixou o PSV, no dia 30 de dezembro foi anunciado seu empréstimo ao Osasuna, até o fim da temporada, utilizando a camisa 15. Se tornou titular rapidamente e marcou seu 1° pelo clube no dia 24 junho, sendo o gol da vitória de 1 a 0 sobre o Alavés, sendo esse seu 1° gol na La Liga.

## Títulos
Valencia
- Copa do Rei: 2018–19